# Río Palar

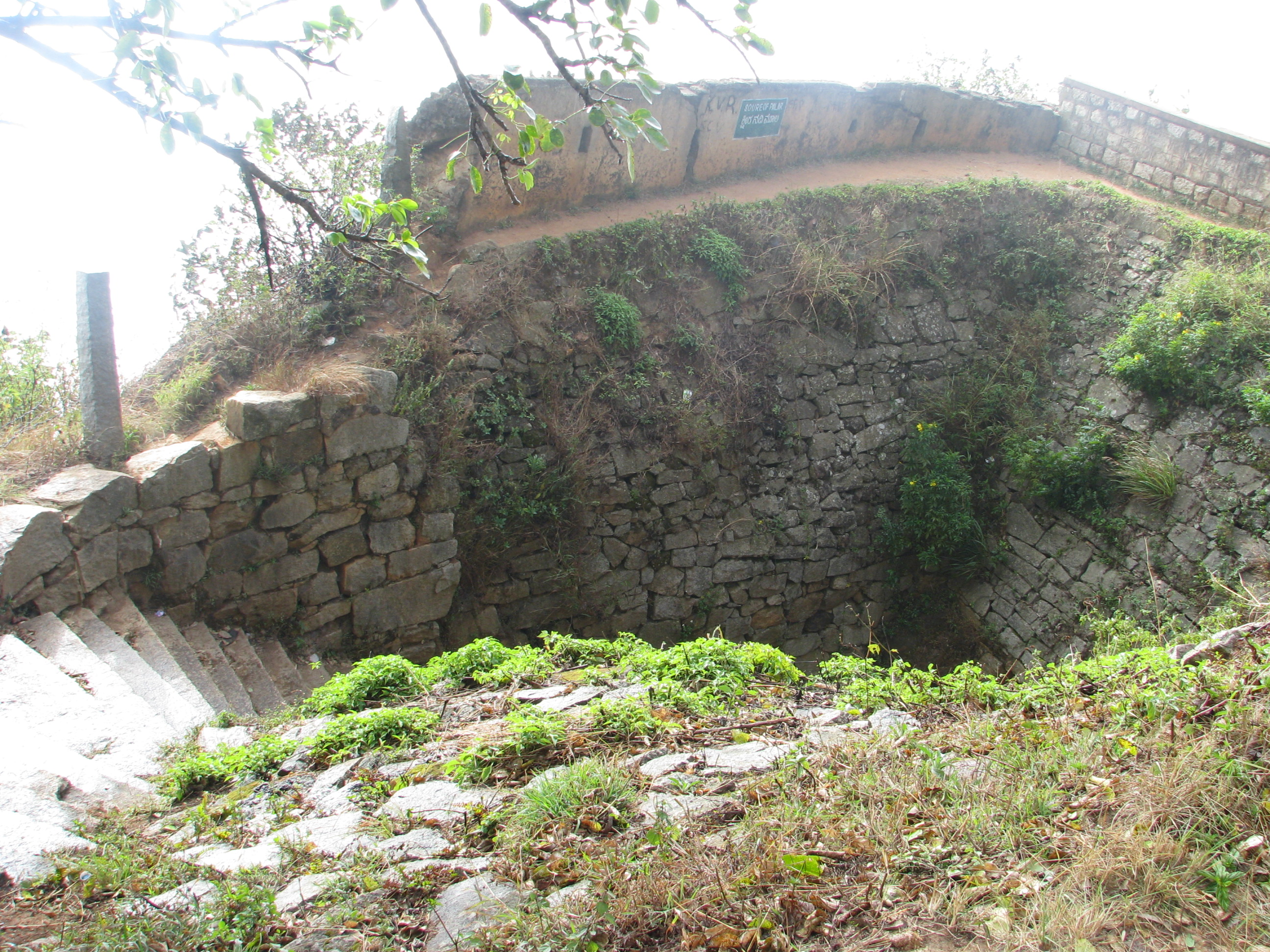
Fuente del río en las montañas Nandidrug

El río Palar (en kannada, ಪಾಲಾರ್ ನದಿ) es un río que discurre por el extremo suroriental de la India. Nace en las montañas de Nandidrug, en el distrito de Kolar, en el estado de Karnataka. Discurre 93 km por dicho estado de Karnataka, 33 km por el estado de Andhra Pradesh y 222 km más por el de Tamil Nadu antes de desembocar en la bahía de Bengala en Vayalur, a unos 100 km al sur de la ciudad de Chennai.
Fluye como un guptagamini (curso bajo tierra) en una distancia larga para emerger cerca de la ciudad de Bethamangala, desde donde, recogiendo agua y adquiriendo velocidad, fluye hacia el este por la meseta de Decán. Las ciudades de Vaniyambadi (85 459 hab. en 2001), Ambur (99 855 hab.), Vellore (177 413 hab.), Arcot (45 205 hab.), Walajapet (Anaicut) (29 472 hab.), Kanchipuram (152 984 hab.) y Chingleput (62 631 hab.) se encuentran a orillas del río Palar. Tiene siete afluentes principales, siendo el más destacado el río Cheyyar.

## Polémico proyecto de presa
El gobierno del estado de Andhra Pradesh ha propuesto la construcción en el Palar de una presa para el riego en Ganeshpuram, cerca de Kuppam, que ha causado agitación entre la gente de los cinco distritos del norte de Tamil Nadu beneficiados por el río (Vellore, Kanchipuram, Tiruvannamalai, Thiruvallur y Chennai). El ministro principal de Tamil Nadu, Jayalalitha, expresó su oposición a esta propuesta: 

El Palar es un río interestatal y fue también uno de los ríos mencionados en el Esquema A anexado al acuerdo de 1892 que estaba en vigor. Según una cláusula del acuerdo, el estado aguas arriba no debe construir ninguna nueva represa o cualquier estructura que obstaculice, desvie o almacene las aguas de los ríos sin el consentimiento del estado aguas abajo.
Palar is an inter-state river and was also one of the rivers mentioned in Schedule A annexed to the 1892 agreement which it was in force. As per a clause of the agreement, the upstream state should not build any new dam or any structure to obstruct, divert, or store waters of the rivers without the consent of the downstream state.

## Documental
Un documental llamado «En Peyar Palar», producido por el Social Action Movement and Water Rights Protection Group, Chengalpattu y emitido el 30 de junio de 2008 muestra la difícil situación del río desde su origen en Karnataka hasta que desagua en la bahía de Bengala. El documental, de 85 minutos, profundiza en cómo algunas actividades, como la extracción de arena de las canteras y el vertido de efluentes industriales, están acabando con la vida de una de las principales fuentes de agua potable de Tamil Nadu. Fue dirigido por R. R. Srinivasan.